# حارة الجامع (العدين)
الجامع  إحدى حارات مدينة العدين بمحافظة إب، بلغ تعداد سكانها 237 نسمة حسب تعداد اليمن لعام 2004.